# Rossington
Rossington is een civil parish in het bestuurlijke gebied Doncaster, in het Engelse graafschap South Yorkshire. De civil parish telt 13.255 inwoners.
Adwick upon Dearne · 
Armthorpe · 
Askern · 
Aston cum Aughton · 
Auckley · 
Austerfield · 
Barnburgh · 
Barnby Dun with Kirk Sandall · 
Bawtry · 
Billingley · 
Blaxton · 
Bradfield · 
Braithwell · 
Bramley · 
Brampton Bierlow · 
Brierley · 
Brinsworth · 
Brodsworth · 
Burghwallis · 
Cadeby · 
Cantley · 
Catcliffe · 
Cawthorne · 
Clayton with Frickley · 
Conisbrough Parks · 
Dalton · 
Denaby · 
Dinnington St. John's · 
Dunford · 
Ecclesfield · 
Edenthorpe · 
Edlington · 
Fenwick · 
Finningley · 
Firbeck · 
Fishlake · 
Gildingwells · 
Great Houghton · 
Gunthwaite and Ingbirchworth · 
Hampole · 
Harthill with Woodall · 
Hatfield · 
Hickleton · 
High Hoyland · 
High Melton · 
Hooton Levitt · 
Hooton Pagnell · 
Hooton Roberts · 
Hunshelf · 
Kirk Bramwith · 
Langsett · 
Laughton-en-le-Morthen · 
Letwell · 
Little Houghton · 
Loversall · 
Maltby · 
Marr · 
Moss · 
North and South Anston · 
Norton · 
Orgreave · 
Owston · 
Oxspring · 
Penistone · 
Ravenfield · 
Rossington · 
Shafton · 
Silkstone · 
Sprotbrough and Cusworth · 
Stainborough · 
Stainforth · 
Stainton · 
Stocksbridge · 
Sykehouse · 
Tankersley · 
Thorne · 
Thorpe in Balne · 
Thorpe Salvin · 
Thrybergh · 
Thurcroft · 
Thurgoland · 
Tickhill · 
Todwick · 
Treeton · 
Ulley · 
Wadworth · 
Wales · 
Warmsworth · 
Wentworth · 
Whiston · 
Wickersley · 
Woodsetts ·
Wortley